# Lugano Centro

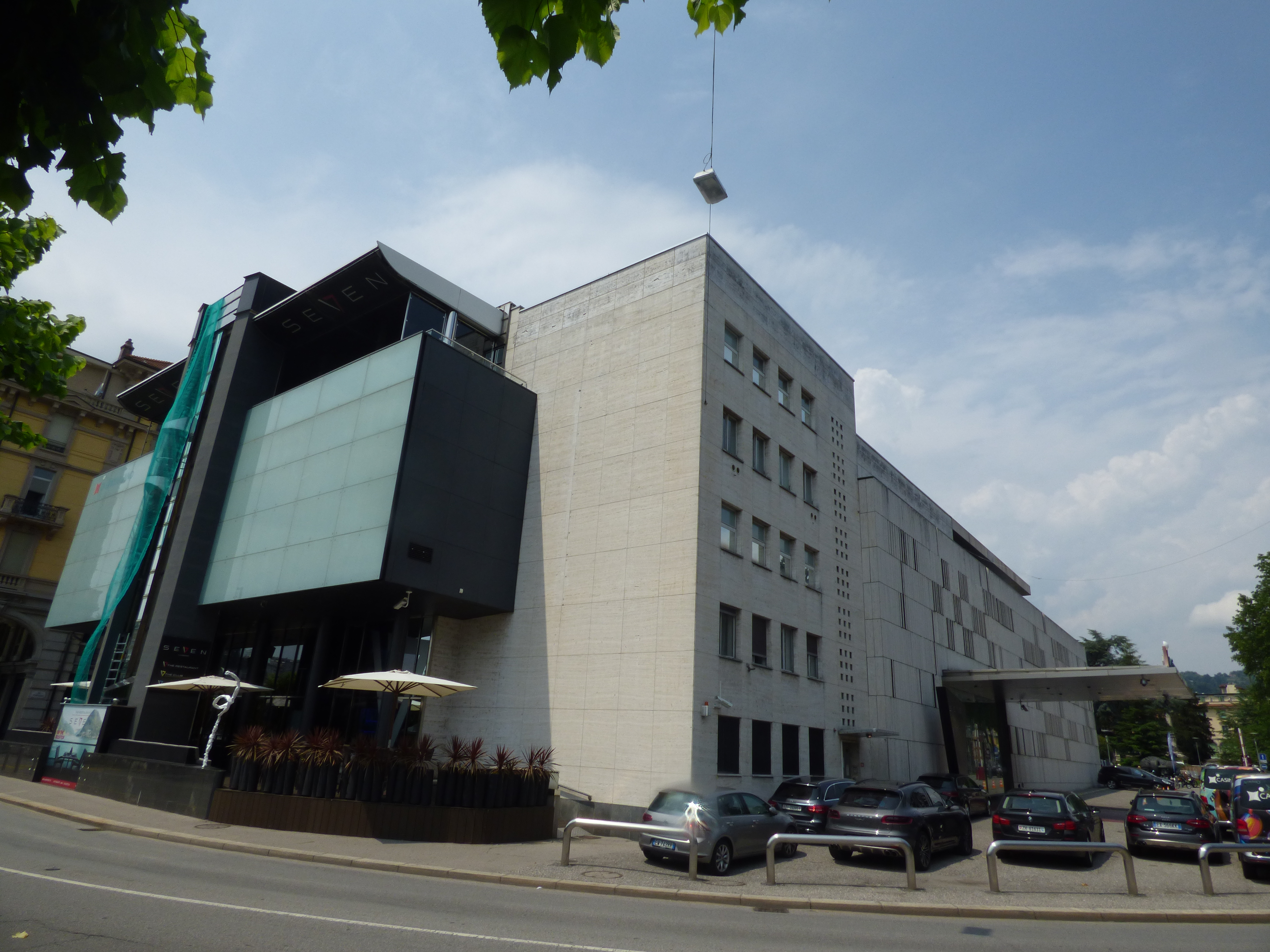
Casinò Lugano in Riva Giocondo Albertolli

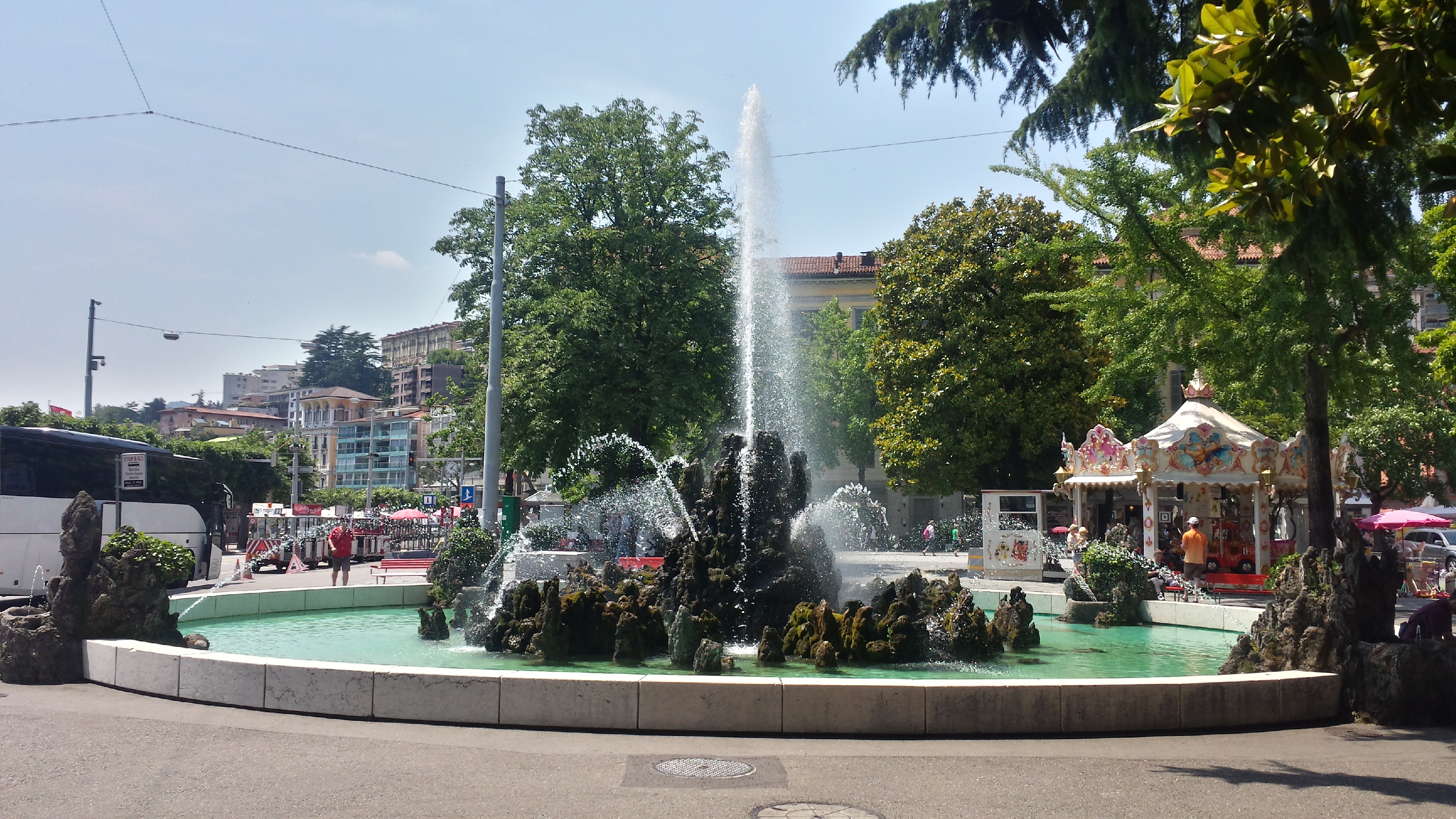
Springbrunnen in Piazza Manzoni

Lugano Centro ist ein Quartier der Schweizer Stadt Lugano im Kreis Lugano West, im Bezirk Lugano des Kantons Tessin. 

## Geographie
Das Stadtviertel entspricht der Fläche nach weitgehend dem historischen Kern der Stadt Lugano. Es liegt südöstlich am Fusse des Hügels, auf dem die Kathedrale von San Lorenzo steht, und am Ufer des Luganersees. Nach einer Erhebung vom 31. Dezember 2011 leben in Lugano Centro 5392 Einwohner.

## Geschichte
Im frühen zwanzigsten Jahrhundert wurde der Charakter des Stadtviertels  durch die Neugestaltung als Finanz- und Handelszentrum vollständig verändert. Von der vormaligen historischen Stadt sind ausser den Sakralbauten nur noch wenige Profanbauten erhalten.

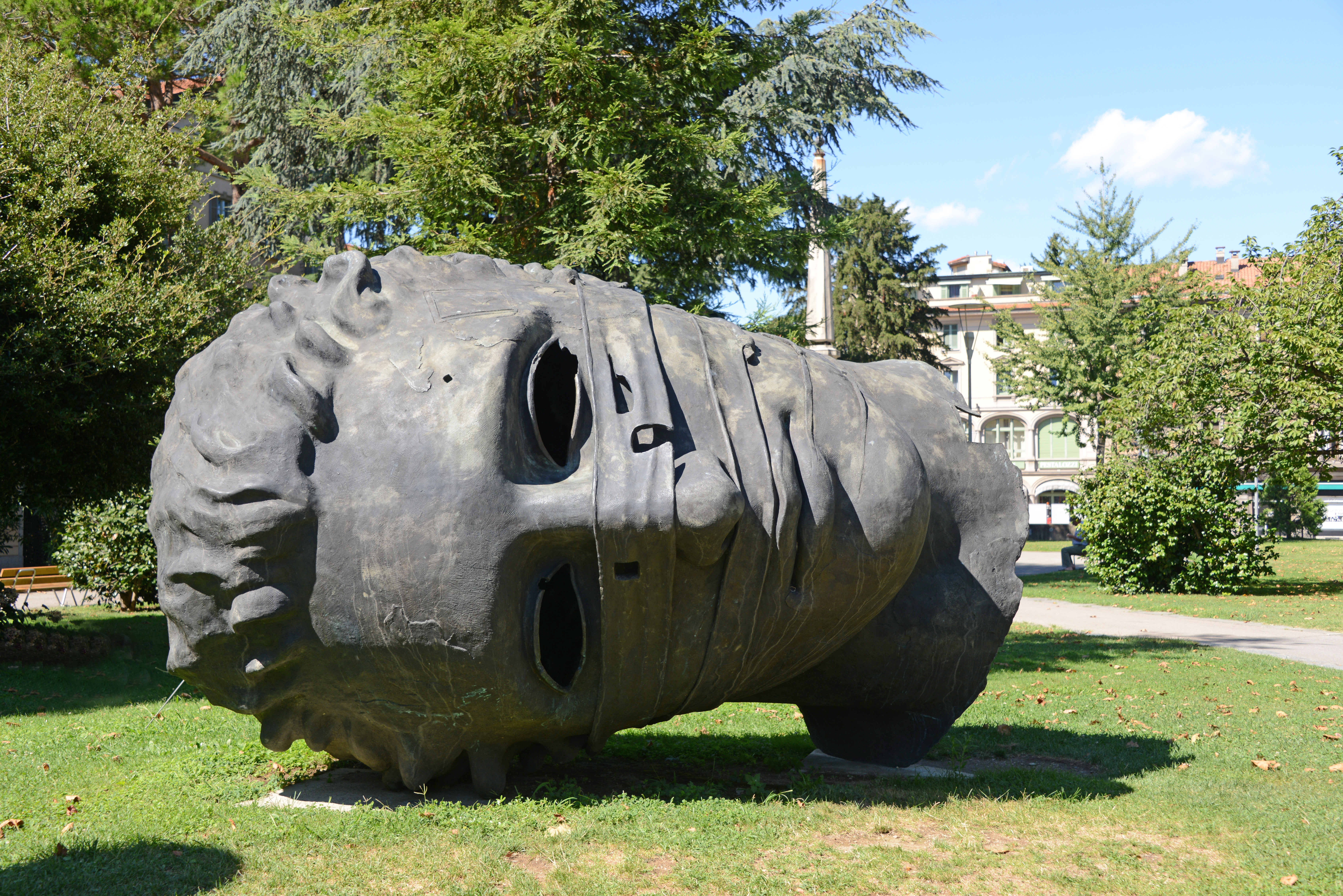
Bronzekopf in Piazza Indipendenza

## Bevölkerung
| Bevölkerungsentwicklung | Bevölkerungsentwicklung | Bevölkerungsentwicklung | Bevölkerungsentwicklung | Bevölkerungsentwicklung | Bevölkerungsentwicklung |
| ----------------------- | ----------------------- | ----------------------- | ----------------------- | ----------------------- | ----------------------- |
| Jahr                    | 2011                    | 2015                    | 2019                    | 2020                    | 2023                    |
| Einwohner               | 5392                    | 5017                    | 5304                    | 5261                    | 5521                    |

## Sehenswürdigkeiten
- Kathedrale San Lorenzo, ein Bau der Gotik und Renaissance, zuletzt 1905–1910 umgebaut[2]
- Kirche Santa Maria Immacolata[2]
- Kloster San Giuseppe, gegründet 1747[2]
- Kirche San Giuseppe, Architekt: Giambattista Casasopra[2]
- Kirche Sant’Antonio abate[2]
- Kirche San Carlo Borromeo, Architekt: Giovanni Angelo Galassini[2]
- Kloster und Kirche Santa Maria degli Angeli und Centro culturale Lugano Arte e Cultura (LAC)[3][2]
- Kirche San Rocco[2] mit Wandmalereien der Gebrüder Francesco, Marco Antonio und Giovan Pietro Pozzi aus Puria
- Kirche Santissima Trinità, Architekt: Giuseppe Bordonzoti[2]
- Kapuzinerkloster Santissima Trinità[2]
- Klosterbibliothek, Architekt: Mario Botta[2]
- Palazzo Riva-Primavesi[2]
- Ehemaliges Grand Hotel Palace, Architekt: Luigi Clericetti[2][4]
- Gemeindehaus, Architekt Giacomo Moraglia[2][5]
- Piazza della Riforma[2][6]
- Palazzo Riva di Santa Margherita (1742–1752)[2]
- Palazzo Ransila, Architekt: Mario Botta[2]
- Ehemaliger Palazzo Reali (Museo Cantonale d’arte)[2].
- «Palazzina Albertolli»[2]
- La Piccionaia[2]
- Palazzo Riva, heute Banca della Svizzera Italiana[2][7]
- Parco Ciani[2][8]
- Villa Ciani[2]
- Kantonsbibliothek Lugano, Architekt Rino Tami[2]
- Banca del Gottardo, Architekt Mario Botta[2]
- Banca privata Edmond de Rothschild[2]
- Belvedere der Villa Maraini[2]
- USI Bibliotek[2]
- Kanzel im Park von Villa Ciani[2]
- Betkapelle des Klosters San Giuseppe[2]
- Hotel Splendide Royal[2]
- Villa Saroli (Stadtmuseum)[2]
- Università della Svizzera Italiana (USI)[2]
- Torretta Enderlin[2]

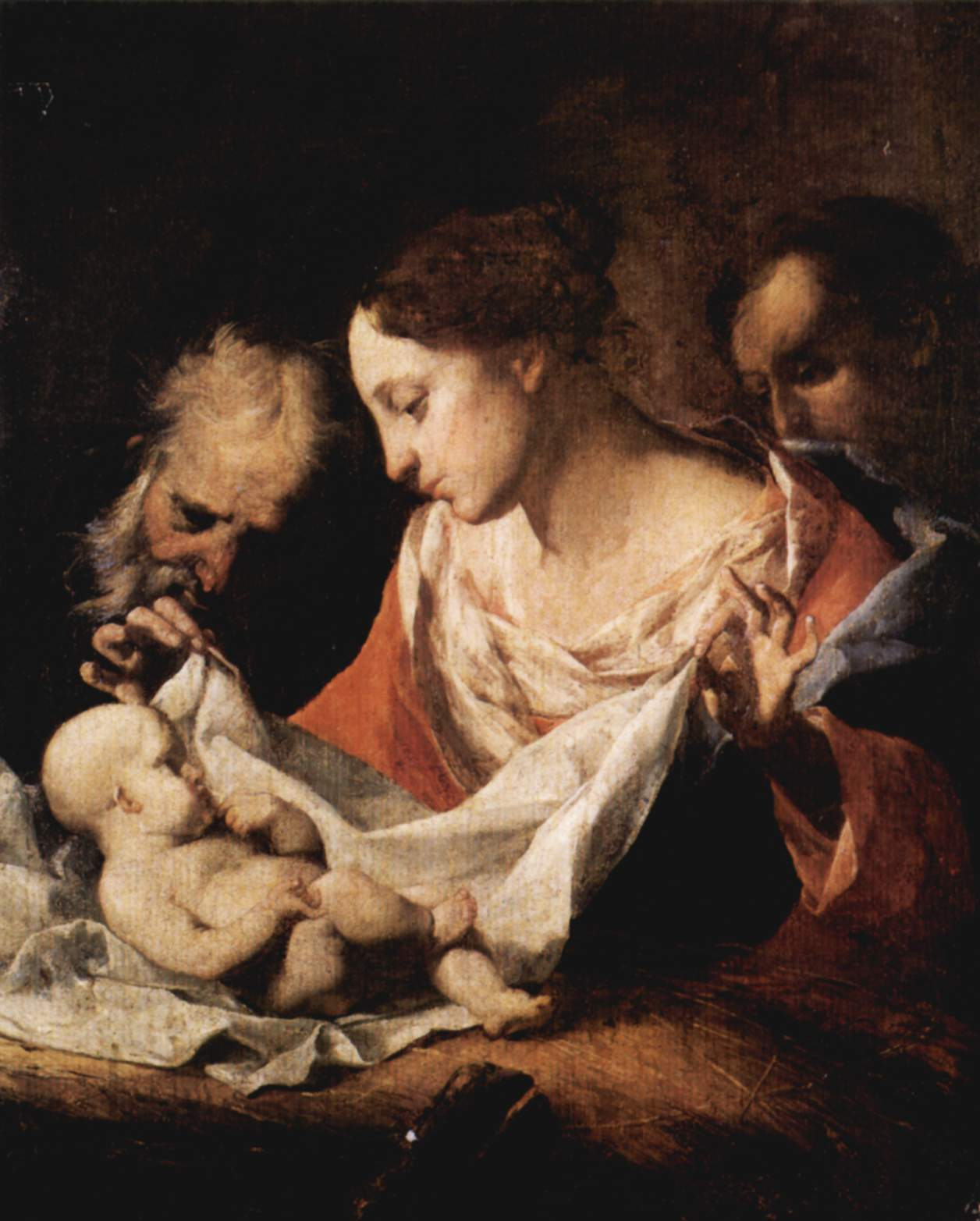
Museo Cantonale d’arte: Giuseppe Antonio Petrini, La Sacra Famiglia
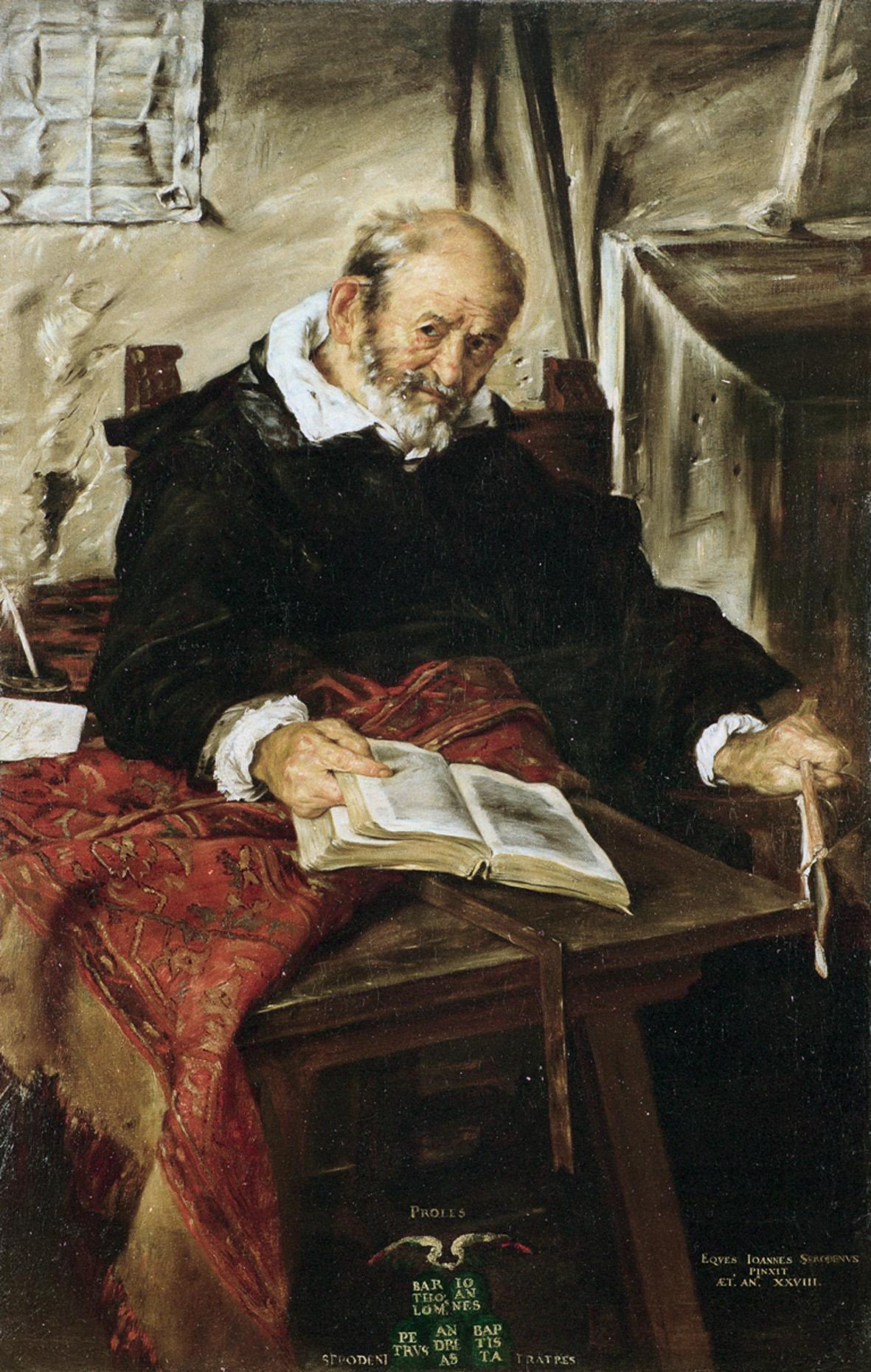
Museo Cantonale d’arte: Giovanni Serodine, Ritratto del padre
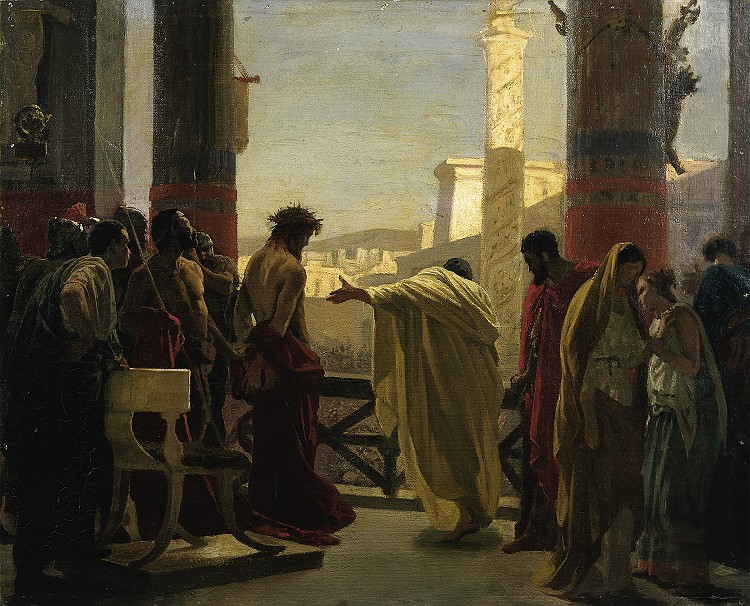
Museo Cantonale d’arte: Antonio Ciseri, bozzetto per l’Ecce Homo
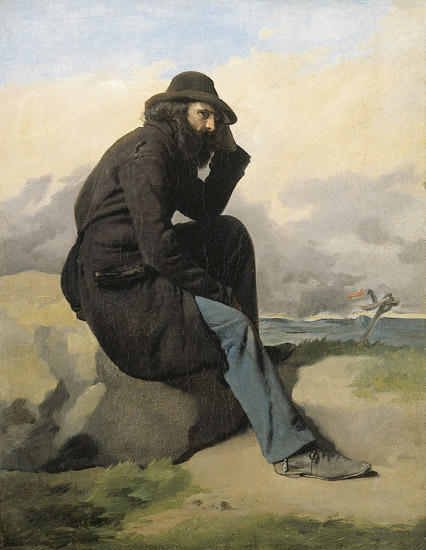
Museo Cantonale d’arte: Antonio Ciseri, L’esule

## Kultur
- Fondazione Gabriele e Anna Braglia[9]

## Persönlichkeiten
In Lugano geborene Persönlichkeiten